# Campagnatico
Campagnatico é uma comuna italiana da região da Toscana, província de Grosseto, com cerca de 2.380 (Cens. 2001) habitantes. Estende-se por uma área de 162,15 km², tendo uma densidade populacional de 14,68 hab/km². Faz fronteira com Arcidosso, Cinigiano, Civitella Paganico, Grosseto, Roccalbegna, Roccastrada, Scansano.

## Demografia
| Variação demográfica do município entre 1861 e 2011                               |
|                                                                                   |
| Fonte: Istituto Nazionale di Statistica (ISTAT) - Elaboração gráfica da Wikipedia |